# Le Passage (Isère)
 Le Passage  es una población y comuna francesa, en la región de Ródano-Alpes, departamento de Isère, en el distrito de La Tour-du-Pin y cantón de Virieu.

## Clima
El sector de Nord-Isère y Terres Froides tiene un clima semicontinental que se caracteriza por más precipitaciones en verano que en invierno.
Los veranos, generalmente bastante calurosos, pueden ser más o menos templados por la altitud, que sigue siendo modesta. En invierno, el viento del norte toma un lugar importante, viento de buen tiempo que a veces toma nubes duras para estallar tomando un eje noroeste, el viento negro.

## Demografía
| 360 | 343 | 339 | 431 | 516 | 648 |
| Para los censos de 1962 a 1999 la población legal corresponde a la población sin duplicidades (Fuente: INSEE [Consultar]) |     |     |     |     |     |